# Elena Kirby
Elena Kirby (Ginebra, 26 de enero de 1935) es la hija primogénita de la gran princesa Leonida Gueórguievna de Rusia, fruto de su primer matrimonio junto al magnate estadounidense Sumner Moore Kirby. Es por tanto hijastra del gran príncipe Vladimiro Kirílovich de Rusia, último jefe indiscutido de la dinastía Románov, así como hermana mayor de la gran princesa María Vladímirovna, también pretendiente a la jefatura de la dinastía. El gran príncipe Vladimiro, en cuanto jefe de la Casa Imperial, le concedio en 1976 el título de «Condesa de Duina» junto al tratamiento de «Alteza Ilustrísima». Su título hace referencia al río Duina en el noreste de Rusia. Desde la titulación por parte de su padrastro, se le considera parte de la nobleza del extinto Imperio ruso. Está emparentada también con la familia real del también extinto Reino de Georgia a través de su madre, quién perteneció a la rama mayor de la dinastía Bagrationi. Es también hermana de la galerista estadounidense, Gloria Kirby.

## Títulos y tratamientos
| ● 26 de enero de 1935-1976: | Señorita Elena Kirby                                     |
| ● 1976-presente:            | Su Alteza Ilustrísima doña Elena Kirby, condesa de Duina |

## Distinciones honoríficas
- Dama de la Orden de Santa Catalina (1976)